# Typy psów
Typy psów – podział psów ze względu na podobieństwo sylwetki i kształtu głowy.

## Podział ze względu na cechy charakterystyczne
| Typy        | Cechy charakterystyczne | Zdjęcie         |
| ----------- | --- | --------------- |
| Dogowate    | duża, okrągła lub kanciasta głowa, krótki grzbiet nosa, wargi grube i długie, wyraźnie zaznaczony stop; ciało masywne i silne | Typ dogowaty    |
| Wilkowate   | wydłużona, wąska kufa, cienkie i ściśle przylegające fafle, proporcjonalne i gibkie ciało, stojące uszy, długi ogon, wilczy wygląd | Typ wilkowaty   |
| Chartowate  | podłużna, stożkowata głowa z wąską czaszką i małymi uszami zwróconymi do tyłu; długi i wąski grzbiet nosa z silnym zgryzem; stop prawie nie istnieje; trufla nosowa wystaje przed kufę; wąskie i przylegające wargi; szczupłe ciało z cienkimi kończynami i mocno podciągniętym brzuchem | Typ chartowaty  |
| Wyżłowate   | głowa o kształcie graniastosłupa, grzbiet nosa jest u nasady niemal tak samo szeroki jak na końcu; duże zwisające uszy, długie obwisłe fafle, wydatny stop; mocne ciało | Typ wyżłowaty   |
| Jamnikowate | krótkie kończyny w porównaniu z wydłużonym tułowiem, często krzywe | Typ jamnikowaty |
| Lisowate    | szata z włosem raczej długim, zakręcony ogon, wilkowata głowa, ale z szerszą czaszką i drobniejszą kufą; małe, stojące uszy; krótkie i krępe ciało | Typ lisowaty    |

Klasyfikacja ta, jak każda inna, ma swoje słabe strony. Niektóre rasy charakteryzują się cechami przynależnymi do różnych typów psów. Dla przykładu: labrador należy do wyżłowatych, ale mógłby pasować równie dobrze do molosów, a głowa chihuahua przypomina typ lisowaty.

## Podział zgodnie z typami użytkowymi
Podziałów ras psów zgodnie z ich typami użytkowymi jest wiele, a niektóre rasy psów mogą przy tym być zaliczane do kilku różnych grup użytkowych. Psy można podzielić zgodnie z ich typem użytkowym na: 
- myśliwskie:
  - aportujące (np. retrievery i wyżły)
  - gończe (np. gończy polski)
  - tropowce (np. rasa bloodhound)
  - posokowce (np. posokowiec bawarski)
  - legawce (np. pudelpointer)
  - płochacze (np. płochacz niemiecki)
  - norowce (jamniki)
- ratownicze (np. nowofundlandy, labradory, bernardyny)
- pasterskie (np. owczarki) oraz zaganiające (np. border colli)
- stróżujące (np. mastif tybetański) oraz stróżująco-obronne (np. dobermany)
- służbowe – wykorzystywane na potrzeby policji, wojska i in. (np. dobermany, owczarki niemieckie, spaniele, teriery)
- zaprzęgowe (np. siberian husky, malamut)
- wyścigowe (np. charty)
- terapeutyczne – zależnie nie tylko od cech rasowych, ale też od indywidualnych (np. labrador retriever i golden retriever)
- wiejskie (np. hovawart)
- konsumpcyjne (np. nagi pies meksykański, grzywacz chiński)
- do towarzystwa (np. pudle, yorki, pekińczyki, inne rasy miniaturowe).